# Johan Edvard Öhman
Johan Edvard Öhman, född 13 oktober 1809 i Helsingfors, död 27 augusti 1856 i Stockholm, var en finländsk skol- och tidningsman. Han var bror till Constantin och August Mauritz Öhman samt far till Elias Öhman. 
Öhman  blev filosofie kandidat 1834 och prästvigdes 1839. Han blev 1836 adjunkt vid Borgå lyceum 1836 och lektor i historia 1838. Han grundade 1838 Borgå Tidning, en föregångare till Borgåbladet, som bland sina medarbetare även räknade hans vän och kollega Johan Ludvig Runeberg, och grundade 1842 Sparbanken i Borgå. Öhman utnämndes till prost 1849. Han avled på en resa i Sverige.